# Predsednik vrhovne rade Ukrajine
Predsednik vrhovne rade Ukrajine (ukrajinsko Голова Верховної Ради України, latinizirano: Golova Verhovnoji Rady Ukrajiny) je predsedujoči vrhovne rade, enodomnega ukrajinskega parlamenta. Predsednik predseduje parlamentu in njegovim postopkom. Predsedniki se izvolijo z odprtim glasovanjem iz vrst poslancev parlamenta.
Trenutni predsednik od 8. oktobra 2021 je Ruslan Stefančuk.

## Zgodovina
Urad predsednika obstaja od ratifikacije ustave Ukrajinske Sovjetske Socialistične republike 30. januarja 1937. Mihajlo Burmistenko, ki je bil imenovan 30. januarja 1937, je bil prvi nosilec funkcije. To mesto je nadomestilo dosedanji položaj predsednika Centralnega izvršnega odbora (1917–37). 

## Poslanstvo in avtoriteta
V skladu z 88. členom Ustave Ukrajine so naloge predsednika vrhovne rade, da:
1. predseduje sestankom parlamenta;
2. organizira delo vrhovne rade in usklajuje njegove dejavnosti;
3. podpisuje in razglaša akte, ki jih je sprejela vrhovna rada;
4. zastopa parlament v zvezi z drugimi organi državne oblasti Ukrajine in organi oblasti drugih držav;
5. organizira delo osebja parlamenta.

Predsednik lahko tudi skliče izredne seje parlamenta, sprejema zakone, na katere je predsednik vložil veto, ampak šele ko vrhovna rada z dvotretjinsko večino glasuje za preglasovanje veta, in sodeluje na sejah Sveta za nacionalno varnost in obrambo.
Predsednik vrhovne rade in njegova dva pomočnika (podpredsednika) ne moreta voditi poslanskih skupin.

## Vodja države
Predsednik vrhovne rade je imenovan kot prvi v vrstnem redu nasledstva predsedstva z omejenimi pooblastili (1992-1996, 2004-2010 in 2014-danes), medtem ko se izvajajo nove predsedniške volitve. Medtem ko predsednik vrhovne rade opravlja funkcijo vršilca dolžnosti predsednika, mu je prepovedano izvajati naslednja dejanja:
- razpustitev parlamenta;
- imenovanje ali predložitev kandidatov za parlamentarno potrditev vladnih funkcij;
- podelitev vojaških činov ali državnih naročil;
- uveljavljanje pravice do pomilostitve.